# Projekt Split 3
Split 3, gradska cjelina u Splitu.

## Povijest
Tijekom druge polovice 20. st. stanovništvo u gradu Splitu raste nevjerojatnom brzinom. Iz toga se razloga javlja potreba za novim stambenim prostorima, zbog čega se 1968. godine raspisuje natječaj za izgradnju novoga dijela grada na kojem 1969. pobjeđuju urbanisti iz Urbanističkog instituta Slovenije – Vladimir Mušič, Marjan Bežan i Nives Starc s idejom o izgradnji novog naselja Split 3. Projekt je uključivao izgradnju stambenih ulica s većom ulicom, blokove visokih stambenih zgrada sa stanovima okrenutih prema jugu s pogledom na more, te niske zgrade za individualno stanovanje. U prizemljima, a posebno na križanjima i trgovima ideja je bila izgraditi poslovne prostore različitih namjena, a između ulica ostvariti zelene površine za rekreaciju u kojima bi se nalazili vrtići i škole. Osim toga osmišljen je prostor namijenjen trgovinama, poslovnim prostorima, bankama, veleposlanstvima, domu zdravlja, hotelu, kazalištu, koncertnoj dvorani, kinu, muzeju, galeriji, knjižnici, arhivu i dr. 
Na žalost, tijekom njegove izgradnje JNA, kao najmoćniji investitor, zadovoljila je svoje potrebe za stanovanjem, a Split je također 1979. dobio organizaciju Mediteranskih igara, pa je svoje potencijale usmjerio prema toj obvezi, dok su se slovenski urbanisti vratili u Ljubljanu, pri čemu je projekt Split III ostao bez ikakvog autorskog urbanističkog nadzora. Posljedice su bile te da je urbanistički zavod ostao bez pravog posla, te se zadovoljavao pojedinačnim, manjim projektima, smanjio se broj zaposlenih, te se do danas nije oporavio. Međutim iako danas nije u potpunosti dovršen, Split III i dalje živi u ideji stanovništva te se upotrebljava u javnom diskursu između njegovih stanovnika, ali i puno šire, u medijima, spominje se na stručnim skupovima itd. Projekt su analizirali stručnjaci diljem svijeta, o njemu su napisane knjige, članci, osvrti, pisane su kritike, a napravljen je i film.
Nagrađivani hrvatski arhitekt Luka Skansi projekt je nazvao Dioklecijanovom palačom 20. stoljeća.
Današnje ulice koje obuhvaća ovaj projekt su ulice Ruđera Boškovića, Marina Getaldića, Jurja Dobrile, Rikarda Katalinića Jeretova, Fausta Vrančića, dio ulice Matice hrvatske koji prolazi kroz ovaj dio grada te Kroz Smrdečac.

## Vanjske poveznice
- Manifestacija 50 godina Splita 3: ulice, kvartovi, stanovnici, Facebook
- Silvana Menđušić: Prije 50 godina izgrađen je Split 3, možda najbolji kvart u zemlji. Što nam znači danas? Telegram.hr, 29. ožujka 2018.
- Udruga građana Moj Split 3, Facebook